# Želivsko
Obec Želivsko (dříve též Želevsko či Želisko, německy Selsen) se nachází v okrese Svitavy v Pardubickém kraji. Žije zde 36 obyvatel a řadí se mezi obce v Česku s nejnižším počtem obyvatel.

## Název
Místní jméno Želívsko (po zkrácení Želivsko) vychází z tvaru Želejovsko, jehož význam byl "místo, kde stával Želejov" (přípona -sko byla dávána opuštěným osadám). Místní jméno Želejov bylo odvozeno od osobního jména Želej (což byla domácká podoba některého ze jmen začínajících na Želi-, např. Želimír, Želipluk, Želislav). Tvar Želejovsko byl hláskově zkrácen na Želévsko, z nějž hláskovou změnou é > í vzniklo Želívsko posléze zkrácené na Želivsko. Německé jméno vzniklo z českého.

## Historie
První písemná zmínka o obci pochází z roku 1317. Před rokem 1945 žilo v Želivsku (Selsen bei Zwittau) a Horákově Lhotě (Horak-Ölenhüttel) 274 obyvatel, z toho 23 % bylo německé národnosti, vesměs v Želivsku. Obec patřila pod politickou správu Moravské Třebové a soudní správou pod Jevíčko.
Bývala tu obecná škola, přifařena je obec k Březové nad Svitavou a četnická stanice byla v Roubanině.
Stavba Obecné školy s vyučovacím jazykem československým, proběhla v letech 1925 až 1926 podle plánů architekta Prof. Dr. Milana Babušky, Praha VII, kromě vlastní budovy školy bylo zřízeno v bezprostřední blízkosti letní cvičiště. Od září 1919 do prosince 1926 využívala škola místnosti Františka Jury v Želivsku čp. 27.
Novostavba budovy byla projektována jako jednopatrová s částečným podsklepením. V přízemí byla postavena třída o rozměrech 650 x 930 cm, opatrovna, kuchyně, šatna a záchody. V prvním patře byl projektován byt pro správce školy, byt pro pěstounku a školní kabinet. Stavitel Julius Mackerle z Jevíčka provedl dodatečné úpravy budovy a stavbu studny v letech 1930 a 1931.
5. dubna 2017 byl obci udělen znak. Blason: V zeleném štítě nad dole zkříženými a převázanými stříbrnými ratolestmi čelně vztyčená zlatá radlice se dvěma zelenými hřeby, na ní stříbrný ptáček.

## Části obce
- Želivsko
- Horákova Lhota